# 埃利奧特冰川
埃利奧特冰川（英語：Elliott Glacier）是南極洲的冰川，位於威爾克斯地，最終在哈默斯利角和沃德倫角之間注入布德海岸，根據美國海軍拍攝的空中照片繪入地圖，現時由南極條約體系管理。